# نيكولاس براون (دبلوماسي)
نيكولاس براون (بالإنجليزية: Nicholas Browne)‏ هو دبلوماسي بريطاني، ولد في 17 ديسمبر 1947 في West Malling ‏ في المملكة المتحدة، وتوفي في 14 يناير 2014 في مقاطعة سومرست في المملكة المتحدة بسبب مرض باركنسون.